# دم‌خاری بزرگ
دم‌خاری بزرگ (نام علمی: Synallaxis hypochondriaca)، یک گونه نزدیک تهدید از پرندگان در زیرخانواده Furnariinae از خانواده تنورمرغان (Furnariidae) و بومی پرو است.
دم‌خاری بزرگ در تمام طول سال ساکن است.